# Alice Gonzalez Borges
Alice González Borges (1939-2018) fue una jurista, y profesora titular brasileña, de Derecho Administrativo de la Universidad Católica de Salvador (UCSAL). Es presidenta del Instituto de Derecho Administrativo de Bahía; y es miembro del Consejo Superior del Instituto Brasileño de Derecho Administrativo.
Fue Procuradora del Estado de Bahía, donde se jubiló. Actualmente es abogada en el foro de Salvador, ejerciendo el magisterio y la abogacía especializada en derecho administrativo.

## Honores
Miembro de
- Academia de Letras Jurídicas de Bahia, donde ocupa la silla N.º. 30
- Consejo Científico de la Sociedad Brasileña de Derecho Público

### Epónimos
- «Premio Alice Gonzalez Borges», de la procuración del Estado de Bahia[2][3]

## Algunas publicaciones

### Libros[4]
- Responsabilidade Civil Do Estado. Con Juárez Freitas. Malheiros Editores, 352 pp. ISBN 8574207381 2006

- Temas de Direito Administrativo Atual. Editorial Fórum. 684 pp. ISBN 85-89148-41-6 2004

- Normas Gerais no Estatuto de Licitações e Contratos Administrativo. Editorial Revista dos Tribunais. 197 pp. ISBN 8520308686 1991, 2ª tirada en 1994

### Capítulos de libros
- Serviços sociais autônomos – Natureza jurídica. En: Nova organizaçao administrativa brasileira. Con Arnaldo do Couto e Silva, Paulo Modesto. 2ª edición de Forum. 444 pp. ISBN 8577003175 2000 resumen en línea (enlace roto disponible en Internet Archive; véase el historial, la primera versión y la última).

## Testimonio en video
- Testimonios de la Profª. Alice González Borges

- Datos: Q8195572